# Semiothisa simulata
Semiothisa simulata är en fjärilsart som beskrevs av George Duryea Hulst 1887. Semiothisa simulata ingår i släktet Semiothisa och familjen mätare. Inga underarter finns listade i Catalogue of Life.

## Bildgalleri

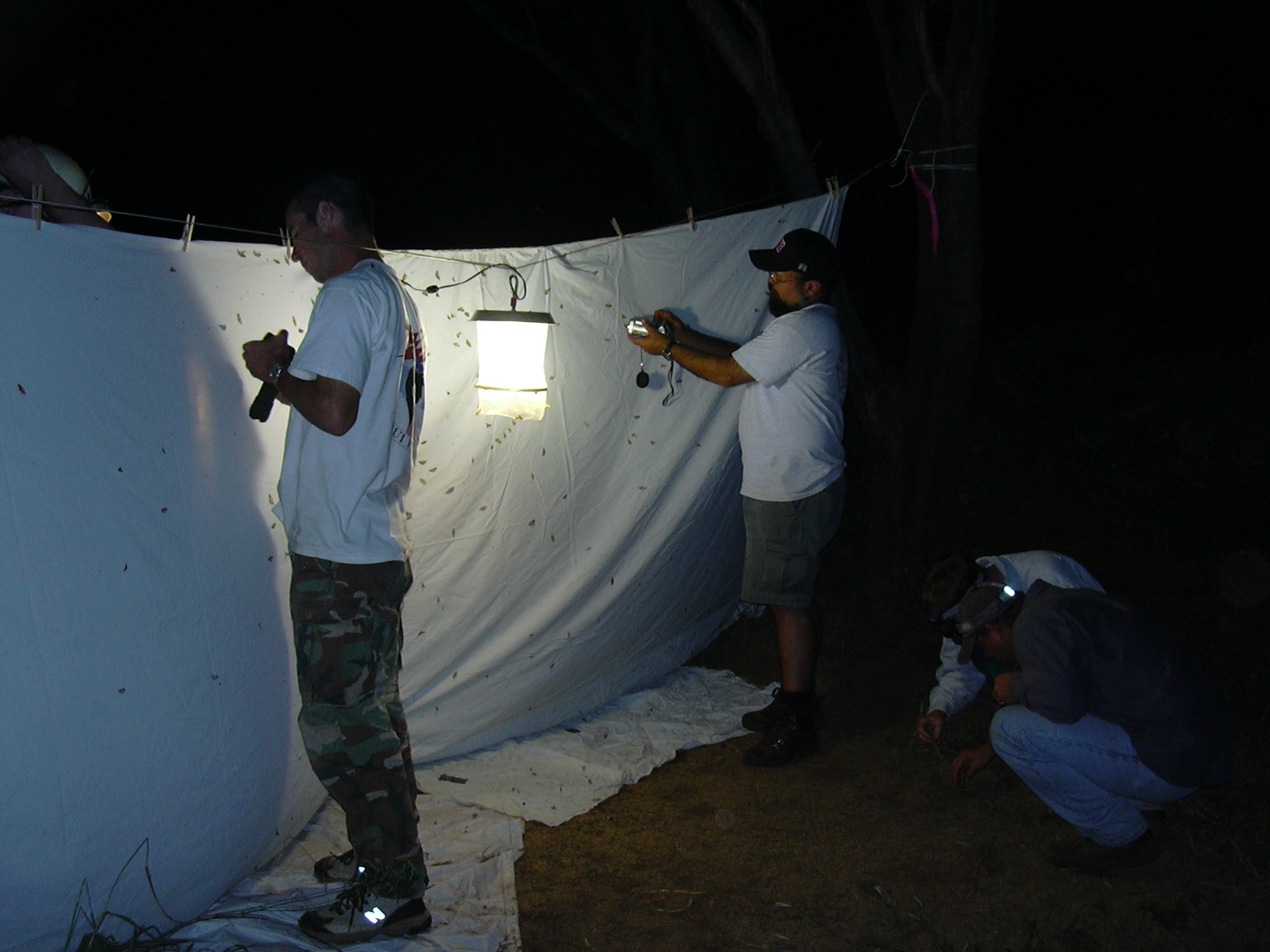
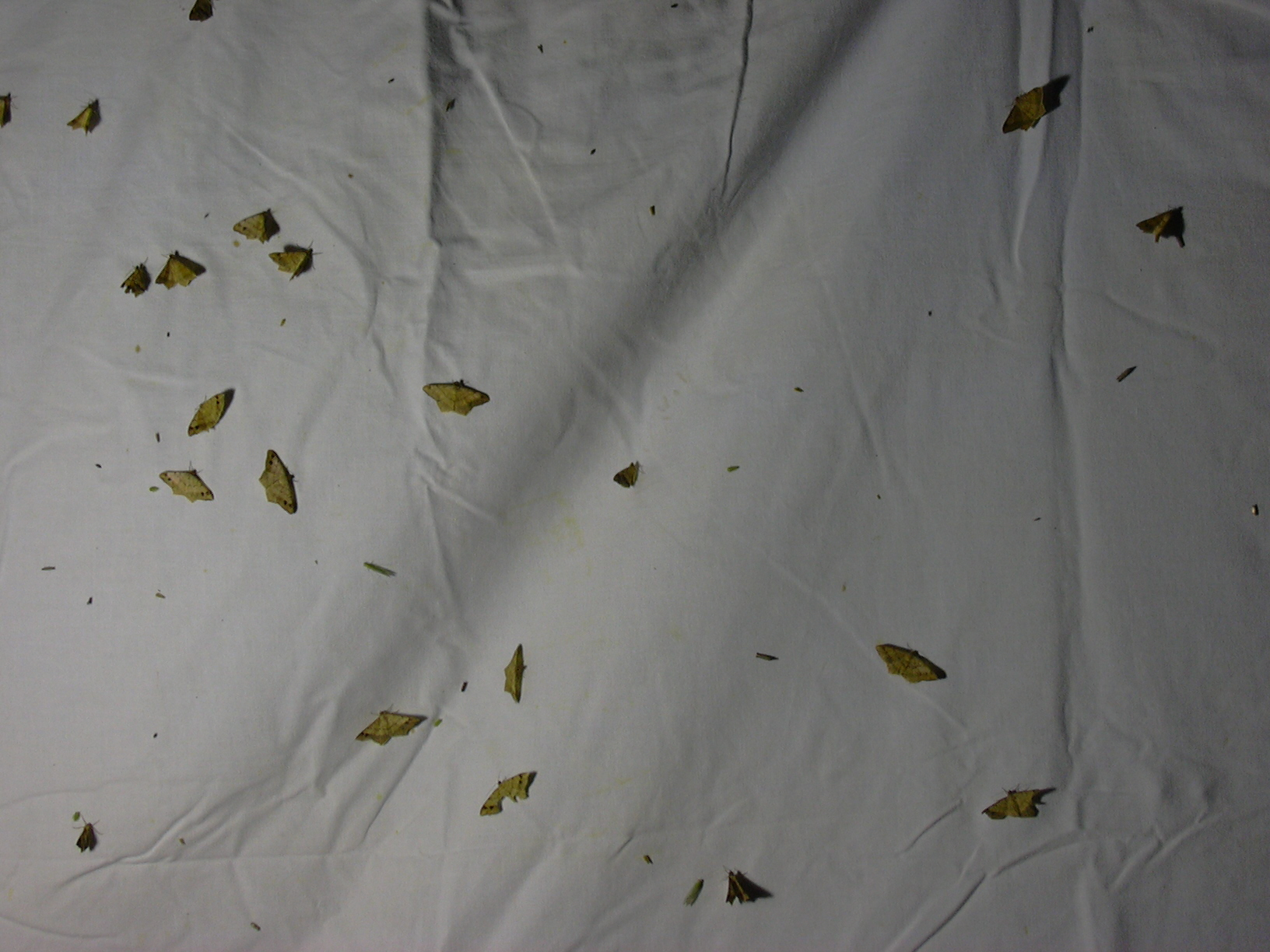
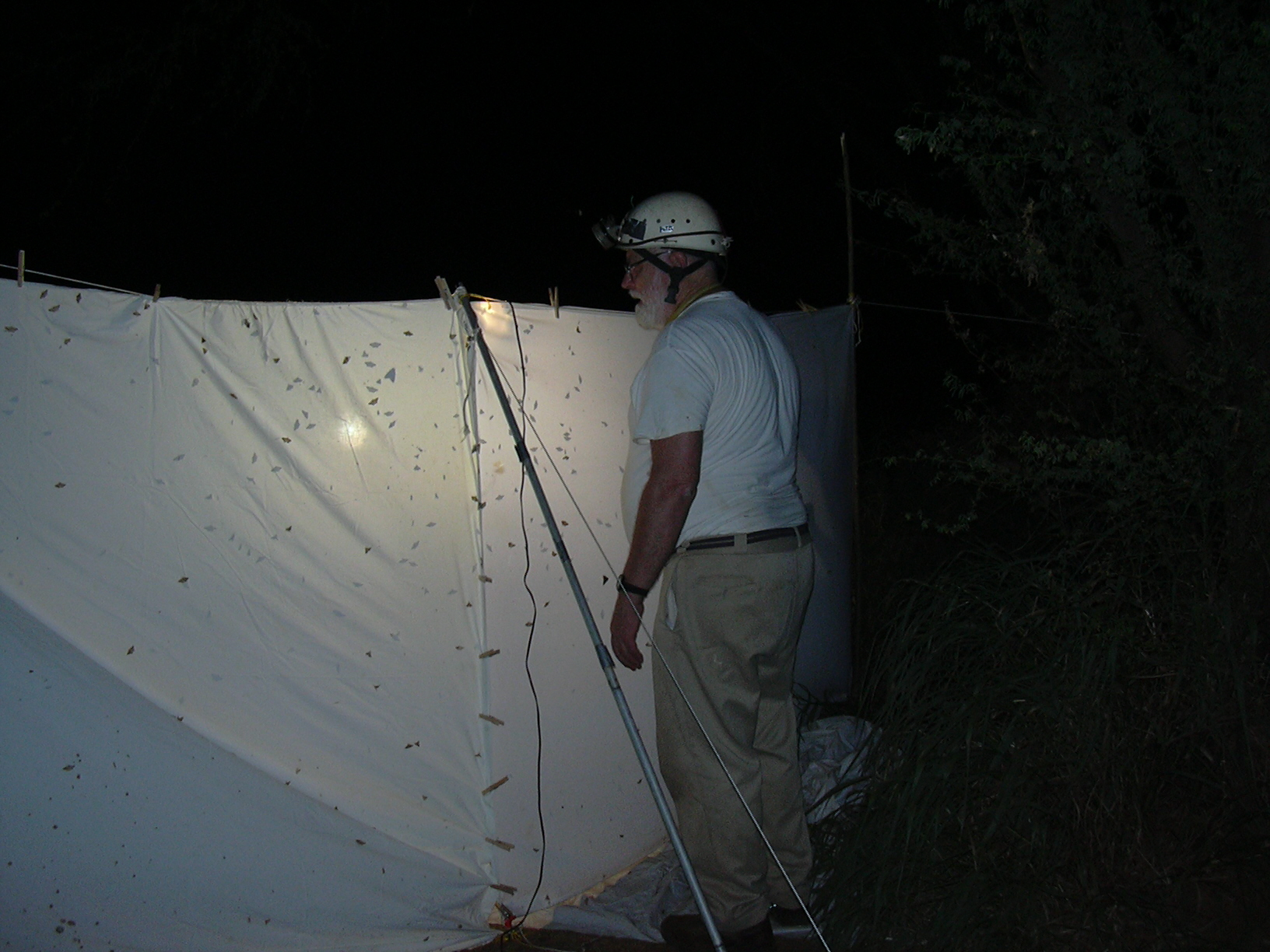
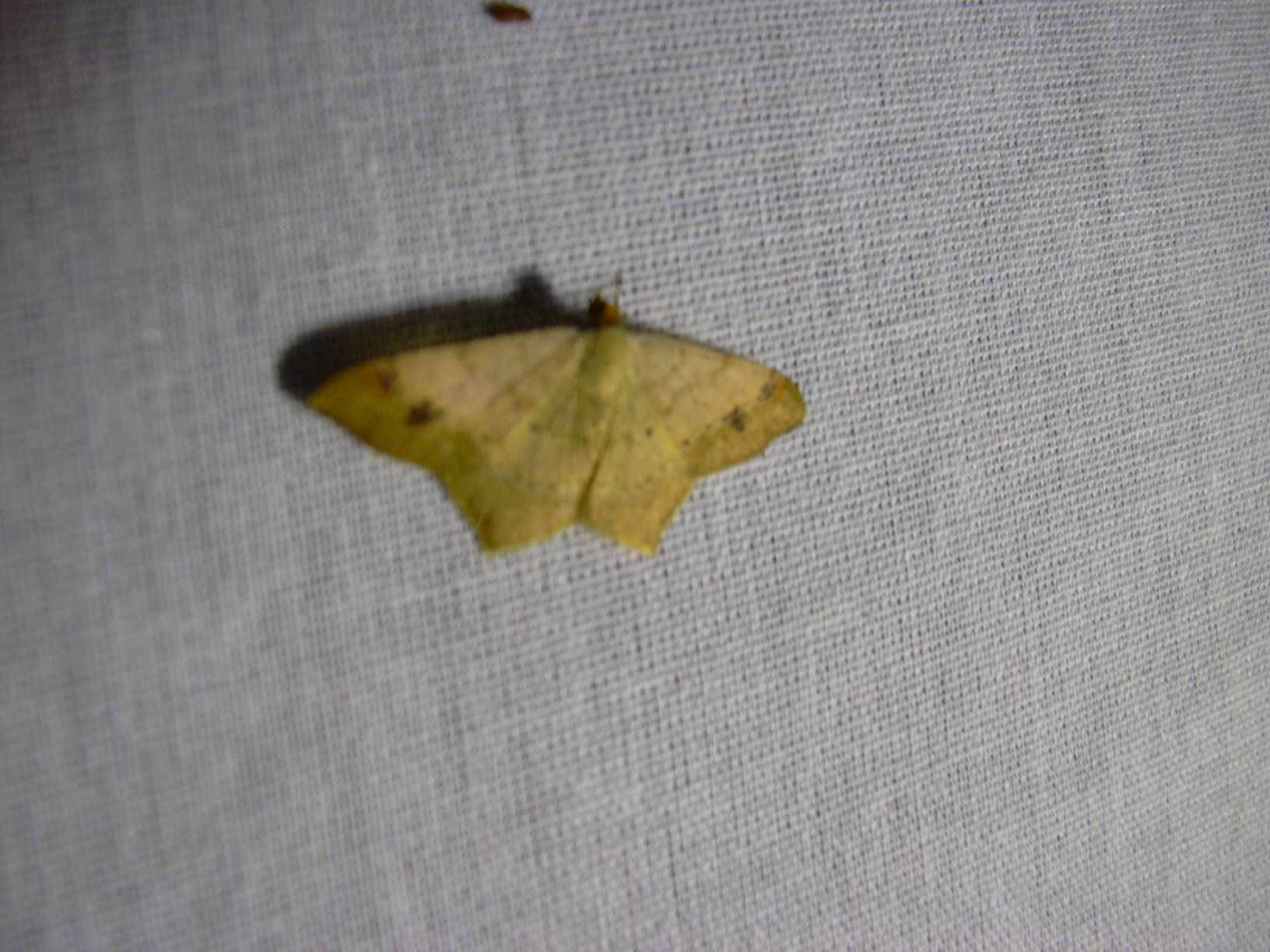
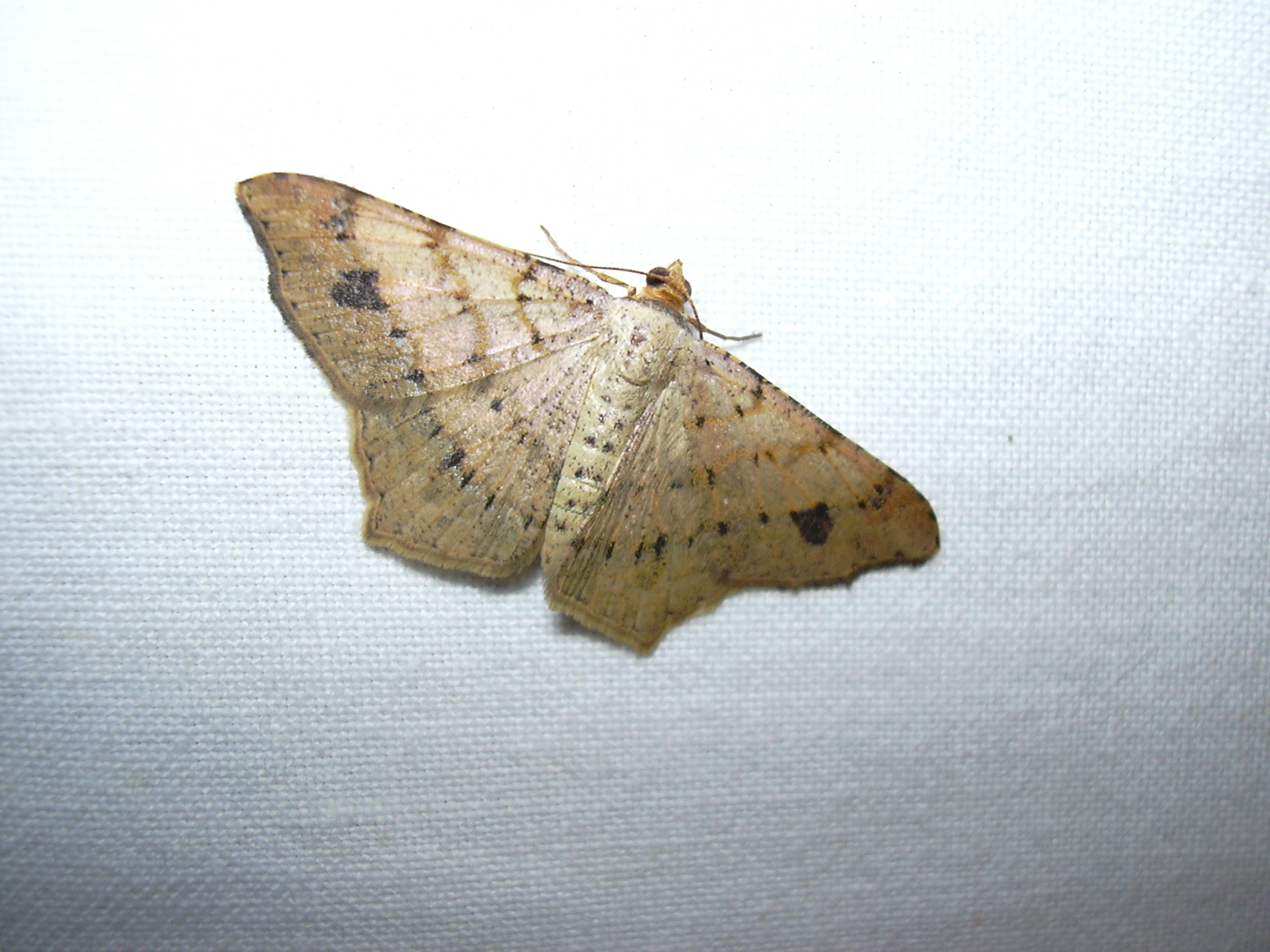
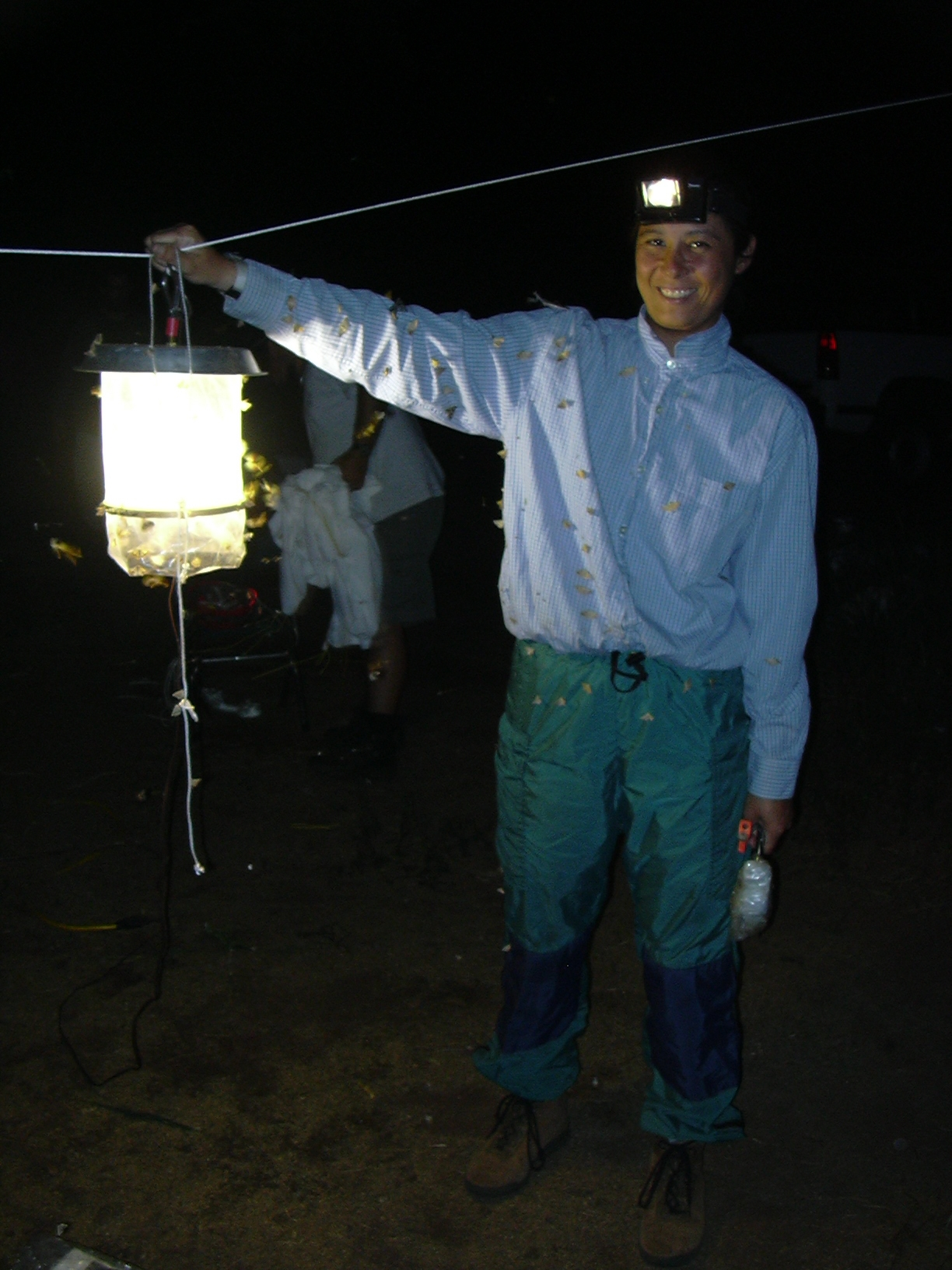